# دايفوكو
دايفوكو (باليابانيَّة: 大福) وتُسمّى أيضًا دايفوكوموتشي (باليابانيَّة:大福餅) وتعني حرفيًّا: «طالع السّعد العظيم»، «أو الحظّ الرّائع». هي حلوى يابانيَّة تقليديَّة، تتكوَّن من قطعتين مستديرتين من الموتشي (حلوى مصنوعة من الأرز الدبق) محشُوَّة بمادّة حلوة المذاق، في الغالب عجينة فاصولياء الازوكي الحلوة (أنكو).
تُصنع حلوى دايفوكو بأشكالٍ مختلفة. أكثرها شيوعًا: بيضاء اللّون، خضراء فاتحة اللّون، أو زهريَّة اللّون فاتحة، محشوَّة بعجينة فاصولياء الازوكي. وهذا النّوع يأتي في حجمين: الأوَّل بحجم 3 سم تقريبًا (ما يُعادل 1.2 إنش)، والثّاني: بحجم قبضة اليد. تُغطّى جميع قطع حلوى دايفوكو بطبقة رقيقة من نشا الذُّرة أو البطاطا، وذلك لمنعها من الالتصاق ببعضها البعض، أو لمنعها من الالتصاق بالأصابع. على الرّغم من أنّ حلوى دايفوكو تُحضَّر بطريقة موتشيتسوكي التّقليديَّة، إلا أنّه يُمكن تحضيرها أيضاً بفرن الميكروويف. حلوى موتشي، ودايفوكو هي من أكثر الحلويات شعبيَّةً في اليابان.

## تاريخها
كان الاسم الأصلي لهذه الحلوى: هابوتاي موتشي (باليابانيَّة: 腹太餅) أي: "الكعكة المليئة بالأرُزّ"، وذلك لأنّها محشُوَّة بعجينة فاصولياء الازوكي، لكن استُبدل اسمُها فيما بعد إلى: "دايفوكوموتشي" (باليابانيَّة: 大腹餅) وتعني: "الكعكة المليئة بحشوة الأرُزّ"، وبما أنَّ كلمة "فوكو" 腹 تعني باليابانيَّة: بطن، أو حشوة، تُطابق كلمة "فوكو" 福 الّتي تعني: الحظّ، أو الطّالع السّعيد، فقد جعل اليابانيون اسم الحلوى: "دايفوكوموتشي 大福餅 أي: حلوى الطّالع السّعيد، وذلك تفاؤلاً، ورجاءً في أن تجلب لهم هذه الحلوى الحظّ، ومع نهاية القرن الثّامن عشر اكتسبت هذه الحلوى شعبيَّة كبيرة في اليابان، وراج بين النّاس تناوُلها مُقمَّرة، كما صارت تُقدَّم كهدايا في المناسبات، والأعياد.

## أنواعها
تحتوي بعض أنواع حلوى دايفوكو على قطع كاملة من الفواكه، أو خليط من الفاكهة وعجينة فاصولياء الازوكي الحُلوة (أنكو)، أو هريس الشمّام، ويُغطّى بعضُها بدقيق السكَّر، أو مسحوق الكاكاو.
- يوموغي دايفوكو (蓬大福): نوعٌ مصنوع من خليط الأرُزّ الحلو (موتشي: 餅) ونبتة حَبَق الرّاعي (هي الشُّوَيلاء، نوعٌ من أنواع الشّيح) ويُسمّى هذا الخليط «كوساموتشي» (باليابانيَّة: 草餅).
- إتشيغو دايفوكو (イチゴ大福): نوعٌ مصنوع من الفراولة (التّوت الأرضي)، وحشوة حُلوة المذاق، في الغالب عجينة فاصولياء الازوكي (أنكو)، داخل قطعة مستديرة من الأرزّ الحلو (موتشي)، وقد تُستخدم القِشْدَة المخفوقة حشوةً أحياناً، وبما أنَّ هذا النّوع من دايفوكو محشوّ بالفراولة فإنّه يؤكلُ عادةً في فصل الرّبيع، وقد ابتُكر هذا النّوع في الثّمانينات من القرن العشرين، وتدّعي كثيرٌ من دكاكين الحلوى الفضل في اكتشاف هذا النّوع، ولذلك من غير الواضح من الذي ابتكره.
- يوكومي دايفوكو (雪見だいふく): نوع مميَّز من مُثلّجات الموتشي تُنتجها شركة لوتّي.
- مامي دايفوكو (豆大福): نوعٌ تُخلَط فيه فاصولياء الأزوكي، أو هريس فول الصّويا مع عجينة الأرُزّ الحلو (موتشي)، أو عجينة فاصولياء الازوكي الحُلوة.
- شيئو دايفوكو (塩大福): نوع يحتوي على حشوة غير مُحلاّة من عجينة فاصولياء الازوكي، وله مذاق يميل إلى المُلوحة.
- أومي دايفوكو (梅大福): نوع محشُوّ بالمشمش الياباني بدلاً من عجينة فاصولياء الازوكي.
- كوفي دايفوكو (コーヒー大福): نوع يحتوي على حشوة حُلوة بطعم القهوة.
- مونت بلانك دايفوكو (モンブラン大福): نوع محشوّ بهريس الكستناء المُحلاّة بدلاً من عجينة فاصولياء الازوكي.
- بورين دايفوكو (プリン大福): نوع محشوّ بكريم الكراميل (プリン) بدلاً من عجينة فاصولياء الازوكي.